# Masakra w Szczurowej
Masakra w Szczurowej – mord 93 osób dokonany na ludności romskiej przez niemieckich okupantów w dniu 3 lipca 1943 roku.

## Romowie w Szczurowej
Szczurową zamieszkiwało około 100–130 Romów. Ich domostwa leżały na uboczu wsi, a relacje z sąsiadami układały się poprawnie. Wyrazem tego były wspólne małżeństwa z okolicznymi mieszkańcami. Romowie najmowali się do prac polowych, byli rzemieślnikami, muzykami.

## Masakra
Nad ranem 3 lipca 1943 domostwa cygańskie zostały otoczone przez Niemców i policjantów granatowych. Akcją dowodził niemiecki żandarm – Engelbert Guzdek. Zmuszono polskich gospodarzy do dostarczenia wozów, by przewieźć nimi Romów na cmentarz w Szczurowej. Tam ich zastrzelono, zaczynając od dzieci, kobiet i na mężczyznach kończąc. Jedną z nielicznych ocalałych z egzekucji była Krystyna Ciuroń. Świadkami masakry byli mieszkańcy Szczurowej, którzy musieli pogrzebać ofiary zbrodni.